# كريستين (رواية)
كريستين هي رواية رعب للكاتب الأمريكي ستيفن كينغ، نُشرت في عام 1983. وهي تحكي قصة سيارة (من طراز بلايموث فيوري 1958) تسكنها على ما يبدو قوى خارقة للطبيعة. صدر فيلم سينمائي مقتبس عنها، من إخراج جون كاربنتر، في ديسمبر من نفس العام؛ أدى دور البطولة كل من كيث غوردون، وجون ستوكويل، والكسندرا بول، وهاري دين ستانتون. في أبريل 2013، أصدرت دار بي إس بابليشينغ للنشر رواية كريستين كإصدار محدود للذكرى الثلاثين.

## ملخص
في صيف عام 1978، بينما كان دينيس غيلدر، طالب المدرسة الثانوية، عائدًا إلى منزله من العمل مع صديقه، المراهق النيرد أرنولد «آرني» كانينغهام، شاهد آرني سيارة بلايموث فيوري 1958 حمراء وبيضاء متصدعة متوقفة خلف منزل. يوقف آرني دينيس حتى يتمكن من تفحص السيارة، على الرغم من محاولات دينيس لإيقافه. يبيع رولاند دي. ليباي، وهو رجل مسن يرتدي دعامة ظهر، السيارة -التي أطلق عليها اسم «كريستين»- لأرني مقابل 250 دولارًا. أثناء انتظار آرني لإنهاء الأعمال الورقية، يجلس دينيس داخل كريستين ويتخيل السيارة والمناطق المحيطة بها كما كانت عندما كانت السيارة جديدة، قبل 20 عامًا. يشعر دينيس بالخوف فهو لم يرتح لكريستين.
يُحضر آرني كريستين إلى مرآب لتصليح السيارات بشكل ذاتي يديره ويل دارنيل، ويُشتبه بأنه استخدم المرآب كواجهة لعمليات غير مشروعة. عندما يصلح آرني السيارة، يصبح منعزلًا، فاقدًا لحس الفكاهة ومتهكمًا. لكنه يكون أكثر ثقة وطمأنينة من المعتاد. يستغرب دينيس من التغييرات التي تطرأ على آرني وكريستين. تتم أعمال الإصلاح بشكل عشوائي، والإصلاحات الأكثر شمولاً، والتي بالكاد يستطيع آرني تحمل تكاليفها، لا يبدو أن آرني نفسه ينجزها. يبدأ مظهر آرني بالتحسن إلى جانب كريستين. يختفي حب الشباب الشديد الذي يعاني منه ويصبح أكثر ثقة بنفسه ومغرورًا.
عند وفاة ليباي، يلتقى دينيس مع شقيقه الأصغر، جورج، الذي يكشف عن تاريخ ليباي المليء بالغضب والسلوك العنيف. يكشف جورج أيضًا أن ابنة ليباي الصغيرة اختنقت حتى الموت بقطعة هامبرغر في المقعد الخلفي للسيارة وأن زوجة ليباي، التي اكتأبت بعد فقدان طفلتها، انتحرت في مقعدها الأمامي بالتسمم بغاز أول أكسيد الكربون. مع مرور الوقت، يلاحظ دينيس أن آرني يكتسب الكثير من صفات ليباي. يرى دينيس أيضًا أن آرني أصبح قريبًا من دارنيل، حتى أنه يتصرف كمهرّب مساعد في عمليات التهريب بين الدول التي يجريها دارنيل.
عندما ينتهي أرني من إصلاح كريستين، يبدأ بمواعدة طالبة نقل جذابة تدعى لي كابوت. يرفض والدا آرني إبقاء كريستين في المنزل ويجبران آرني على وضعها في موقف للسيارات في المطار. بعد فترة وجيزة، يكتشف كلارينس ريبرتون، وهو شاب متنمر يلوم آرني على طرده من المدرسة، مكان وجود كريستين ويخرب السيارة بمساعدة من عصابته. يدفع آرني كريستين، مدركًا قدرتها على إصلاح نفسها، إلى مرآب دارنيل لإصلاح الأضرار التي لحقت بها بشكل يكفي لعملها، ثم يقودها في جميع الأنحاء حتى تنتهي من إصلاح ذاتها بشكل كلي. يجهد آرني ظهره في العملية ويبدأ بارتداء دعامة الظهر، كما فعل ليباي.